# Как Иван Иванович се скара с Иван Никифорович
„Как Иван Иванович се скара с Иван Никифорович“ (на руски: Как поссорился Иван Иванович с Иваном Никифоровичем) е съветски филм от 1959 година, екранизация на произведението на Николай Гогол „Повест за това, как Иван Иванович се скара с Иван Никифорович“.

## Сюжет
Как се скараха Иван Иванович и Иван Никифорович? Отиде Иван Иванович (Николай Волков) при своя близък приятел Иван Никифорович (Григорий Лаврик) за да помоли за един пистолет, който си е харесал. Но не се получава. В разгара на спора Иван Никифорович нарича Иван Иванович гъсок. А той взе, че се разгневи. Какво се случи после... о, какво се случи после...

## В ролите
- Николай Волков като Иван Иванович Перерепенко
- Григорий Лаврик като Иван Никифорович Довгочхун
- Иван Маркевич като кмета Пьотр Фьодорович
- Георгий Светлани като Антон Прокофиевич Голопуз
- Глеб Глебов като съдията Демян Демянович
- Валентина Кравченко като Агафия Федосеевна
- Софя Карамаш като Галка
- Бронислава Михалевич като Горлина
- Георгий Вицин като Николай Василиевич Гогол
- Константин Кулчицкий като Агафон
- Нина Грекова като просякинята Оришка
- Борис Сабуров като писаря в съда